# Triệu Đông (chính khách)
Triệu Đông (tiếng Trung giản thể: 赵东, bính âm Hán ngữ: Zhào Dōng, sinh tháng 7 năm 1970, người Mãn) là doanh nhân, chính trị gia nước Cộng hòa Nhân dân Trung Hoa. Ông là Ủy viên dự khuyết Ủy ban Trung ương Đảng Cộng sản Trung Quốc khóa XX, hiện là Đồng sự, Phó Bí thư Đảng tổ, Tổng giám đốc Tập đoàn Hóa dầu Trung Quốc.
Triệu Đông là đảng viên Đảng Cộng sản Trung Quốc, học vị Cử nhân Kế toán, Tiến sĩ Kỹ thuật, chức danh Cao cấp kế toán sư cấp Giáo sư. Ông có sự nghiệp tập trung vào ngành dầu khí, công tác ở cả các doanh nghiệp dầu mỏ, khí thiên nhiên, hóa dầu của Trung Quốc.

## Xuất thân và giáo dục
Triệu Đông sinh vào tháng 7 năm 1970, là người Mãn ở Đông Bắc Trung Quốc. Vào năm 1988, sau tốt nghiệp cao trung, ông thi cao khảo và đỗ Đại học Dầu mỏ Trung Quốc Bắc Kinh, lên thủ đô nhập học từ tháng 9 cùng năm. Ông học đại học, cao học, nghiên cứu sinh sau đại học ở trường này, có bằng cử nhân chuyên ngành kế toán, chuyên ngành quản lý kỹ thuật dầu mỏ, và là Tiến sĩ Kỹ thuật, đồng thời được kết nạp Đảng Cộng sản Trung Quốc ở trường.

## Sự nghiệp
Sau khi tốt nghiệp trường dầu mỏ Bắc Kinh, Triệu Đông dược nhận vào làm ở Công ty trách nhiệm hữu hạn Dầu khí Quốc tế Trung Quốc Nile (CNPC Nile), một công ty con của Tập đoàn Dầu khí Quốc gia Trung Quốc, tập trung khai thác và hợp tác dầu khí vùng Sudan, Nam Sudan của châu Phi. Ông bắt đầu ở vị trí kế toán, dần là Phó Tổng kế toán sư, rồi quyền Giám đốc bộ phận kế toán tài vụ cho đến tháng 7 năm 2002 thì giữ chức Tổng kế toán sư, Giám đốc bộ phận kế toán tài vụ. Tháng 1 năm 2005, ông được điều chuyển tới Công ty Khai phát Thăm dò Dầu mỏ Trung Quốc, một công ty con của Tập đoàn Hóa dầu Trung Quốc, nhậm chức Phó Tổng kế toán sư kiêm Phó Chủ nhiệm thường vụ bộ phận vận hành vốn và tài vụ, rồi chủ nhiệm bộ phận này sau đó 3 tháng. Sang tháng 6 năm 2008, ông là Ủy viên Đảng ủy, Tổng kế toán sư của công ty, kiêm Tổng giám tài vụ của một công ty khác là Công ty hữu hạn Đầu tư Quốc tế Hóa dầu Trung Quốc từ tháng 10 năm 2009. Vào những năm này, ông được phong chức danh Cao cấp kế toán sư cấp Giáo sư, chức danh cao nhất về khoa học lĩnh vực này của Trung Quốc. Đến tháng 9 năm 2012, ông được điều tới Công ty Hóa dầu sông Nile Trung Quốc, nhậm chức Phó Bí thư Đảng ủy, Phó Tổng giám đốc, kiêm Bí thư Ủy ban Kiểm Kỷ Đảng ủy công ty, Chủ tịch Công hội, rồi sau đó là Bí thư Đảng ủy, Tổng giám đốc từ tháng 8 năm 2013. Chức vụ Đảng ở công ty của ông được hạ xuống là Phó Bí thư Đảng ủy, vẫn là Tổng giám đốc từ tháng 7 năm 2014. Cuối năm 2015, ông tiếp tục được chuyển tới một doanh nghiệp khác là Công ty Cổ phần trách nhiệm hữu hạn Dầu khí Trung Quốc làm Tổng giám tài vụ.
Tháng 11 năm 2016, Triệu Đông được điều lên Tập đoàn Hóa dầu Trung Quốc nhậm chức Tổng kế toán sư, là Thành viên Đảng tổ tập đoàn. Đến năm 2020, khi xí nghiệp nhà nước này đổi sang dạng công ty hữu hạn, ông được bổ nhiệm làm Đồng sự, Phó Bí thư Đảng tổ, rồi đến tháng 6 năm 2022 thì nhậm chức Tổng giám đốc tập đoàn. Cuối năm 2022, ông tham dự Đại hội Đảng Cộng sản Trung Quốc lần thứ XX từ đoàn đại biểu xí nghiệp trung ương. Trong quá trình bầu cử tại đại hội, ông được bầu là Ủy viên dự khuyết Ủy ban Trung ương Đảng Cộng sản Trung Quốc khóa XX.